# Sint-Antoniusklooster (Tubbergen)

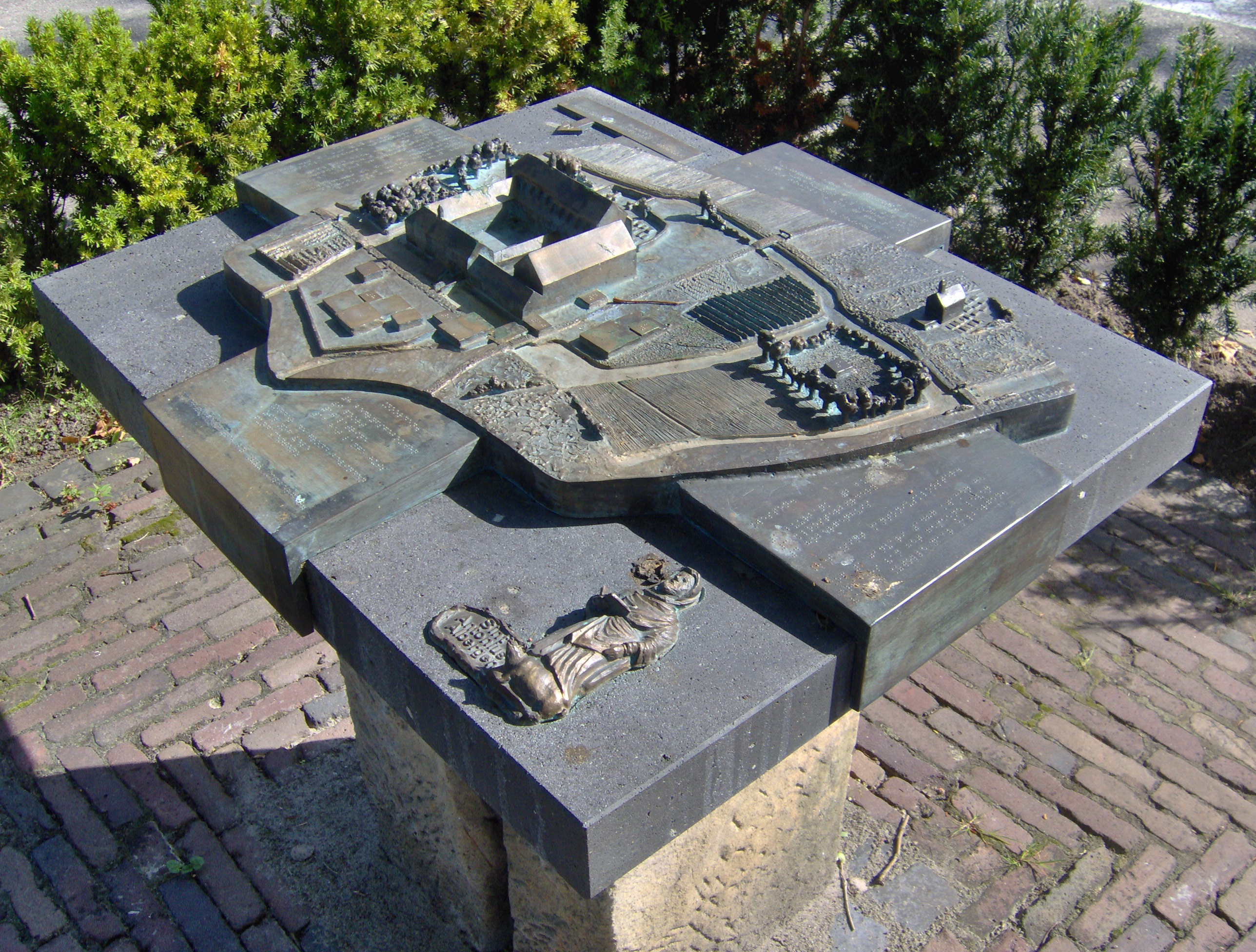
Maquette van het voormalige Sint-Antoniusklooster bij de huidige Sint-Pancratiuskerk te Albergen

Het Sint-Antoniusklooster was een klooster in het Twentse Albergen in de Nederlandse gemeente Tubbergen.
Het werd in 1407 gesticht als een van de eerste huizen van de Broeders des Gemenen Levens, die ontstond vanuit een beweging van innerlijke vernieuwing, de Moderne Devotie, begonnen door de Deventer godgeleerde Geert Grote. Het huis werd gesticht op erve Hobergen, alwaar de broers Hessel en Albert Schulten woonachtig waren. Tussen 1407 en 1412 werd alhier een klerkenhuis met bidzaal gebouwd. Ook kwamen er een weverij, een keuken, een refectorium en kloostercellen. Vanaf 1410 volgden een gastenverblijf, een ziekenvertrek, een kloosterboerderij, een brouwerij en een bakkerij. In 1413 werd tegen het Hobergenhuis een kapel gebouwd met altaar en werd daarnaast een kerkhof aangelegd. Ook werd begonnen met de bouw van een rosmolen voor het malen van koren en het uitpersen van zaden tot olie.
Het broederhuis in Albergen trad op 4 mei 1447 toe tot de Congregatie van Windesheim. Het klooster werd gewijd aan de Heilige Antonius Abt.
In 1449 werd de kapel van het klooster vergroot en kwamen er twee altaren. In 1458 werd een steenbakkerij gebouwd. Tussen 1461 en 1470 werd een stenen kloosterkerk met een hoofdaltaar en tien zijaltaren gebouwd, die op 23 juni 1471 werd ingewijd. In 1471 werd het klooster ommuurd. Onder het priorschap van Gerard van Ubach (1472-1499) werd een kloostergang naast de kerk gebouwd, evenals een kapittelzaal en een graanopslagplaats. Tevens werd de windmolen van Johan van Bevervoorden van havezate Weemselo gepacht.
Ten tijde van het hoogtepunt van de kloosterorde Broeders van het Gemene Leven werd een nieuwe rosmolen gebouwd, evenals een nieuwe wind- en watermolen en tevens werd een hypocaust geplaatst onder het calefactorium. Daarnaast kwam er een hoofdpoort van de noord- naar de westzijde van het klooster. In 1519 begon men een visserij achter de Hilbinkmaat in de nieuwe gracht. In 1522 werd een visvijver bij erve Geerdink aangelegd.
Tot in de eerste decennia van de 16e eeuw volgde er een bloeiperiode voor het Sint-Antoniusklooster. Het klooster had vervolgens te lijden onder de invallen van troepen afkomstig uit Gelre en ook de strubbelingen rondom het begin van de Tachtigjarige Oorlog leidden tot de nodige problemen. Rond pinksteren van het jaar 1572 richtten voetknechten van de Spaanse koning Filips II voor 55 daalders schade aan toen zij in het klooster overnachtten. Toen de Geuzen naderden, brachten de kloosterlingen hun graanvoorraad en hun huisraad in veiligheid door deze over te brengen naar Oldenzaal. De dag voor Sint-Jacobus, 14 juli 1572, trokken de Geuzen op hun weg naar de vestingstad Lingen door Albergen, alwaar zij de boeren geld afpersten door te dreigen hun boerderijen in brand te steken. Ternauwernood kon, door het betalen van vijfhonderd daalders, worden voorkomen dat de Geuzen het Sint-Antoniusklooster in lichterlaaie zetten. Een aantal broeders verliet daarop het klooster. Op 19 juli 1572 werd de vestingstad Oldenzaal door de Zutphense stadhouder graaf Willem van den Bergh bezet. De broeders van het Sint-Antoniusklooster aldaar trokken verder naar Ootmarsum, alwaar zij een deel van hun levensmiddelenvoorraden wilden slijten. Onderweg maakten ruiters echter een groot deel hiervan, ter waarde van veertig daalders, buit. De havezate Saterslo bij Saasveld, alwaar de kloosterlingen een deel van hun waardevolle spullen hadden ondergebracht, werd door de Geuzen geplunderd.
Als gevolg van diefstal, afpersing en bedreiging ging de oogst van dat jaar verloren, wat een nieuwe schadepost van tweehonderd daalders opleverde. Diverse malen moesten de kloosterlingen dieren, goederen en geld afstaan om te voorkomen dat Staatse soldaten in het klooster kwamen te overnachten. Bewakers moesten worden ingehuurd om te verhinderen dat Geuzen met dieren buiten de kloostermuren aan de haal gingen. De Oranjegezinde edelman Hans Smickeborch kreeg van graaf Willem van den Bergh volmacht om op te trekken naar het klooster te Albergen. Koningsgezinde soldaten schoten vanuit Oldenzaal, dat enkele maanden na de inname door de Staatse troepen alweer onder Spaans gezag stond, het Sint-Antoniusklooster te hulp en verjoegen de roversbende van Smickeborch. Het Spaanse soldatenvolk richtte echter op zijn beurt vernielingen aan in het klooster. Aan het eind van 1572 zat het eens zo rijke Sint-Antoniusklooster financieel aan de grond als gevolg van de grote kosten voor vergoedingen en huisvesting van alle troepen.
Op 16 november 1582 werden de kloostergoederen door de Staten van Overijssel verbeurd verklaard. Nadat de Staatse Troepen op 10 juni 1587 de nabijgelegen stad Almelo vanuit Lochem hadden geplunderd, vluchtten de overgebleven broeders richting Oldenzaal. In 1603 werden de kloostergoederen verdeeld in vijf percelen. Tussen 1611 en 1721, het jaar waarin de laatste gebouwen verkocht werden, waren er geen kloosterlingen meer in Albergen. Enkel in de jaren 1672 en 1673 was er nog een tijdelijke prior, Philippus Jacobus Robben. In 1725 brak in de restanten van het klooster brand uit. Hierna werd het klooster afgebroken. Vijftiende-eeuwse kruisvensters en Bentheimer zandsteen van het klooster zijn verwerkt in een pand aan de Rapperdsweg 5 in de buurtschap Zeldam bij Goor, dat voorheen dienstdeed als schippersherberg van de familie Ten Bruggencate, die de ruïnes van het klooster had opgekocht.
Thans staat op de plek van het voormalige klooster de rooms-katholieke Sint-Pancratiuskerk. Resten van de fundering van het voormalige klooster zouden onder het asfalt van de parkeerplaats bij deze kerk gelegen zijn.

## Rectoren
1. 21 juni 1407-1437 Henricus Wetter
2. 1437 of 1438-1448 Goderd Scherping

## Prioren
1. 1448-1450 Walram van Moers
2. 1450-1472 Reynerus van Texel
3. 1472-1499 Gerardus van Ubach
4. 1499-1504 Johannes van Xanten
5. 1504-1520 Johannes van Utrecht
6. 1520-1525 Johannes van Lochem
7. 1526-1556 Andreas van Diepenheim
8. 1556-1562 Sweder van Buerbanck
9. 1562-1565 Johannes Brouwer
10. 1565-1584 Lubbertus van Arnhem
11. 1584-1611 Johannes Fabricius van Arnhem
12. 1672/1673 Philippus Jacobus Robben